# Oakhurst (Oklahoma)
Oakhurst – jednostka osadnicza w Stanach Zjednoczonych, w stanie Oklahoma, w hrabstwie Tulsa.